# Biocerámicas
Las biocerámicas son un subtipo importante de material biocompatible. Son materiales cerámicos biocompatibles, que están específicamente diseñados para ser utilizados en la fabricación de implantes quirúrgicos, prótesis y órganos artificiales, así como para cumplir una determinada función  fisiológica en el cuerpo humano que es la base fundamental de un material biocompatible.

## Tipos de biocerámicas
Atendiendo a su actividad química en el organismo humano, se consideran dos tipos de biocerámicas: bioinertes y bioactivas.
- Las bioinertes son aquellas que no se unen química o biológicamente con el tejido, por lo tanto, el organismo no las puede absorber y, por consiguiente, no producen ninguna alergia ni reacción secundaria. Son totalmente biocompatibles, resistentes a la corrosión y no son tóxicas. Alúmina y Zirconia son ejemplos de este tipo de materiales.[2]
- Las bioactivas son aquellas que poseen una reactividad con el tejido vivo, como las vitrocerámicas y las hidroxiapatitas.

### Biocerámicas inertes
- Alúmina: La pureza de la alúmina depende del sistema de obtención empleado. Para la fabricación de implantes, la norma ASTM exige una pureza del 99.5 % con un contenido máximo de SiO2 combinado con óxidos alcalinos (principalmente Na2O) inferior al 1 %. La alúmina se ha utilizado con éxito para la elaboración de implantes, como cabezas de fémur, componentes de articulaciones y para implantes dentales. Dado que se acostumbra a obtener por sinterizado, la porosidad juega un papel muy importante en las propiedades mecánicas. Existe una relación entre porosidad y tamaño de grano, de tal manera que cuando la porosidad cae por debajo del 2 %, el tamaño de grano acostumbra a crecer considerablemente. La alúmina es así mismo muy dura pudiéndose obtener durezas entre 20 y 30 GPa. Esta elevada pureza combinada con propiedades de baja fricción hacen de éste un material idóneo para prótesis articulares, a pesar de su fragilidad y de las dificultades de fabricación.[3][4]
- Zirconia: El interés del uso de las cerámicas de zirconia como biomaterial radica en su alta estabilidad química y dimensional, su excelente resistencia mecánica y tenacidad a la fractura y el valor del módulo de Young del mismo orden de magnitud que las aleaciones de acero inoxidable. Las cerámicas de zirconia superan la limitación que presentaba las cerámicas de alúmina en lo que se refiere a la tenacidad y a la resistencia a la flexión. La zirconia tetragonal policristalina (TZP) posee una microestructura de grano fino, la cual, no es estable, pero la adición de pequeñas cantidades de óxidos estabilizantes tales como Y2O3 o MgO, en tal caso hablamos de Y-TZP o Mg-TZP, estabilizan la zirconia tetragonal policristalina. La aplicación biomédica más importante de los materiales de circona ha sido la fabricación de cabezas femorales, así como la fabricación de implantes dentales.[4]

### Biocerámicas activas
- Hidroxiapatita (HAP): cuya fórmula empírica es Ca10(PO4)6(OH)2, es el mineral principal de los huesos, representando alrededor del 43 % en peso. También aparece en los dientes: en esmaltes y dentina (tejido intermedio, más blando que el esmalte). Es el segundo tejido más duro del cuerpo. Es amarillento, y su alto grado de elasticidad protege al esmalte suprayacente contra las fracturas. Sus ventajas son que es estable y biocompatible. Su relativa baja resistencia y dureza, hicieron que los investigadores lo rechazaran como biomaterial cuando investigaban piezas de hidroxiapatita pura. Hoy día se emplea como tal en muchos implantes prostéticos en forma de un film delgado que recubre las prótesis, se ha extendido el uso totalmente en las prótesis de cadera. Las demás aplicaciones del hidroxiapatito son como composites, que se verán más adelante.  El hidroxiapatito se considera una biocerámica bioactiva reabsorbible.
- Fosfato de calcio (TCP): También llamado fosfato tricálcico (de allí lo de TCP). Fue usado como biocerámica en los años 20, su fórmula molecular es Ca3(PO4)2, y hoy día solo se usa combinado con HAP. Ambos compuestos tienen estructura cristalina hexagonal y su relación Ca/P no es muy diferente. Se considera una biocerámica bioactiva porque se vio que, igual que la HAP, produce osteogénesis[5]
- Vitrocerámicas: Todas son vidrios, cuya composición hace que tengan en común un bloque de construcción básico: el SiO44-. Hay dos vitrocerámicas que se han desarrollado mucho como biomateriales: Bioglass® y Ceravital®. El uso de éstos se debe más a sus propiedades químicas que físicas: tienen una baja expansión térmica, pero sus propiedades mecánicas son inferiores a las que proporciona la alúmina u otras cerámicas bioinertes. La reactividad química de las vitrocerámicas las hace bioactivas con tejidos blandos y duros si se selecciona apropiadamente la composición de estas cerámicas. De este modo, se pueden dividir en dos categorías (A y B) con respecto a su bioactividad. Al grupo A pertenecen las vitrocerámicas que una vez incorporadas en el paciente ayudan al proceso de regeneración ósea llamado osteoinducción (el papel de este grupo es el de ayudar como matriz a la reabsorción de los osteoclastos alrededor suyo, haciendo que el hueso se regenere donde se incorpora esta cerámica). Al grupo B pertenecen las vitrocerámicas que ayudan en la osteoconducción (que se diferencia de la anterior en que el proceso es más lento y prolongado, y las células óseas no crean hueso nuevo alrededor, sino que sustituyen el material por hueso nuevo). Debido a estas propiedades químicas, que se dan en la superficie del biomaterial (en la interfase biomaterial-tejido) se usan como prótesis dentales y ortopédicas. Estas propiedades químicas también se encuentran en el HAP.[6]
- Composites: Los materiales compuestos (composites en inglés), contienen 2 o más materiales constituyentes diferentes o fases, que son capaces de actuar de manera sinérgica para dar propiedades superiores a las establecidas por cada componente por separado. Los materiales biológicos naturales tienden a ser composites (por ejemplo: los huesos, madera, dentina, cartílago, piel…). Cada constituyente del material compuesto debe ser biocompatible, y la interfase entre los constituyentes no debe ser degradada una vez incorporada al paciente por su organismo. Las propiedades del material van a depender de las propiedades de los constituyentes del material compuesto. Si se usan dos cerámicas inertes, que suelen ser muy resistentes,  se  obtiene  un  material  más  resistente  que  los  materiales  de  partida.  Ejemplo: Al2O3/ZrO2, cuya estructura de la alúmina es del corindón. Si se quiere un material resistente a la vez que tenga propiedades bioactivas, se tiene los materiales compuestos HAP/alúmina, entre otros. Para terminar, si se mezclan dos materiales con propiedades bioactivas, el biomaterial resultante combinará las propiedades fisicoquímicas de ambos. El ejemplo: HAP/TCP/colágeno: Se trata de una cerámica bifásica (cuyas dos fases son: el hidroxiapatito y el fosfato de calcio) y colágeno (un polímero natural hecho de aminoácidos, es decir, una proteína). El colágeno es la matriz que contiene a la cerámica (igual que ocurre en los huesos naturales).[7]
- Nanocomposites: Es un material multifase sólido donde una de las fases tiene una, dos o tres dimensiones de menos de 100 nm. En el sentido más amplio, esta definición puede incluir medios porosos, coloides, geles y copolímeros. Las propiedades electroquímicas, mecánicas, eléctricas, térmicas... de los nanocomposites difieren notablemente de la de los materiales constituyentes. Los nanomateriales compuestos difieren de los materiales compuestos convencionales debido a la excepcionalmente alta relación entre la superficie y el volumen de la fase dispersada en la matriz. El área de la interfase entre la fase de la matriz y el refuerzo es típicamente un orden de magnitud mayor que para los materiales compuestos convencionales. Esto hace que una cantidad relativamente pequeña de refuerzo a escala nanométrica pueda tener un efecto observable a escala macroscópica en las propiedades del compuesto.

## Aplicaciones

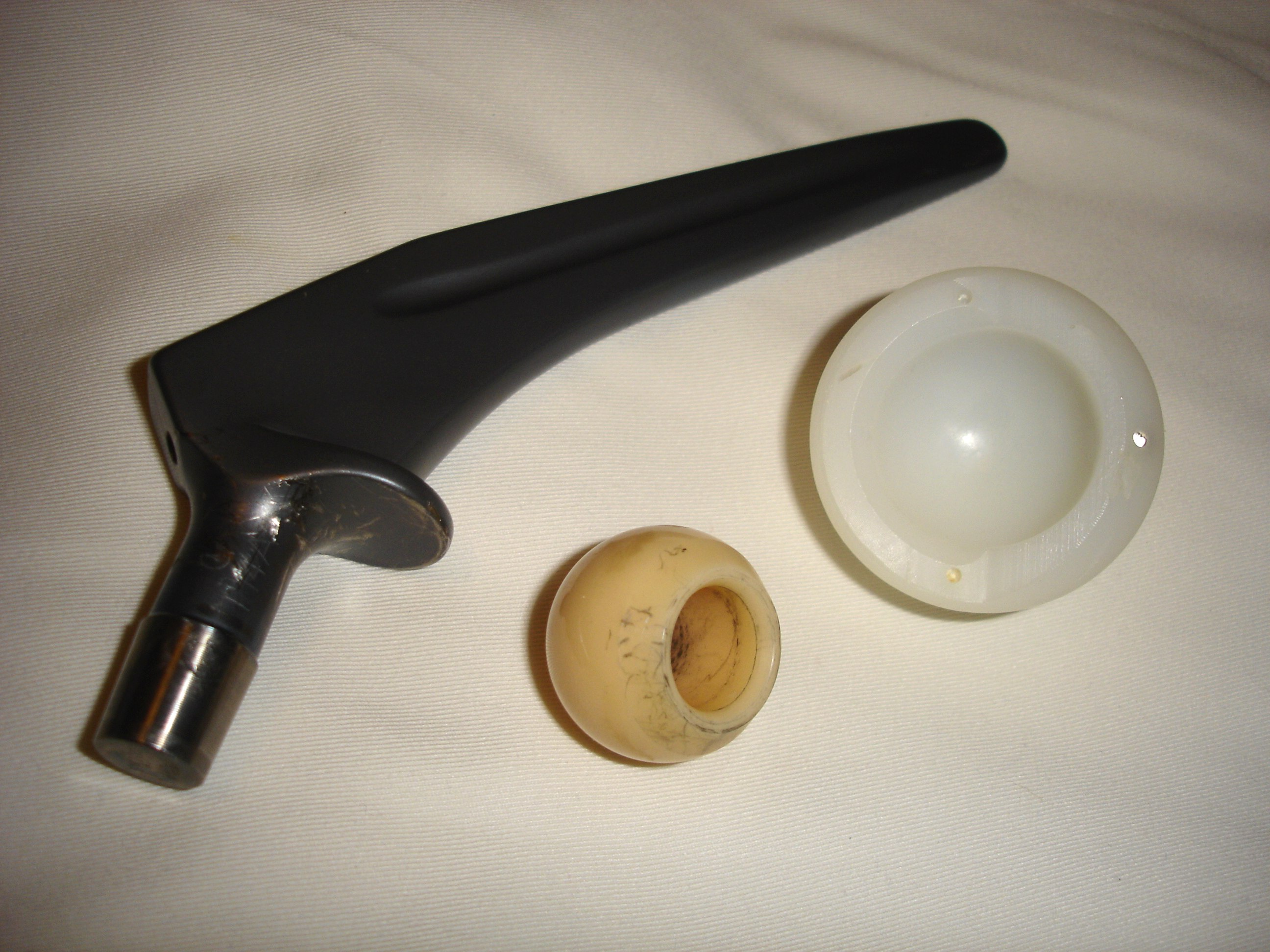
Prótesis de cadera de titanio, con una cabeza cerámica y asa de polietileno

En cuanto a aplicaciones médicas son un interesante campo de investigación y desarrollo para la obtención de biomateriales útiles en la fabricación y la fijación de implantes óseos y dentales.
Los requisitos que deben cumplir las biocerámicas para su uso médicos son las siguientes:
1. Ser compatible, es decir, debe ser aceptado por el organismo, no provocar que este desarrolle sistemas de rechazo ante la presencia de la biocerámica.
2. No ser tóxico, ni carcinógeno.
3. Químicamente estable e inerte.
4. Tener una resistencia mecánica adecuada.
5. Tener una resistencia a la fatiga adecuada.
6. Tener una densidad y peso adecuados.
7. Tener un diseño de ingeniería perfecto, un implante de tamaño y forma adecuados.
8. Relativamente económico, reproducible y fácil de fabricar y procesar para su  producción a gran escala.

## Ventajas e inconvenientes de las biocerámicas
En cuanto a las ventajas: tienen baja reactividad química por lo que son generalmente inertes y biocompatibles; se adhieren a los tejidos; tienen resistencia a la corrosión, a la compresión y al desgaste; y mejora la calidad de vida del paciente.
Pero a pesar de sus ventajas también tienen inconvenientes: tienen fracturas ante esfuerzos de alto impacto; baja resistencia a la tensión; difícil fabricación; baja resistencia mecánica; carácter rígido y quebradizo que limita su empleo en aquellas aplicaciones que deban soportar grandes cargas y además requieren grandes temperaturas de sinterización.